# Grove Press
Grove Press es una editorial estadounidense fundada en 1947. Entre sus sellos editoriales se encuentran Black Cat, Evergreen, Venus Library y Zebra. Barney Rosset adquirió la empresa en 1951 y la convirtió en una editorial estadounidense de literatura alternativa. Se asoció con Richard Seaver para llevar la literatura francesa a los Estados Unidos. Se fusionó con The Atlantic Monthly Press en 1991 bajo los auspicios de su editor, Morgan Entrekin. Más tarde, Grove se convirtió en un sello de la editorial Grove/Atlantic, Inc.

## Primeros años
En 1947, John Balcomb y Robert Phelps fundaron Grove Press en el número 18 de Grove Street en Greenwich Village, Manhattan, Nueva York. Entre 1947 y 1950, Grove Press sólo publicó nuevas ediciones de tres títulos de los autores Herman Melville, Aphra Behn y Richard Crashaw. Posteriormente, en 1951, los dueños originales decidieron retirarse del mercado editorial y vendieron Grove Press a Barney Rosset por la cantidad de tres mil dólares. Ese mismo año el diseñador gráfico Roy Kuhlman se unió a la editorial, y más tarde los diseños inspirados en el arte modernista que creó para las colecciones de bolsillo se convirtieron en un factor llamativo que hizo destacar a Grove Press. En 1953, Rosset decidió mudar la editorial al número 795 de la calle Broadway y allí comenzó una larga relación con el escritor irlandés Samuel Beckett, cuya obra Esperando a Godot fue la primera que Grove Press publicó tras el ingreso de Rosset.

## Vanguardia literaria
Bajo la dirección de Rosset, Grove dio a conocer a los lectores estadounidenses la literatura y el teatro de vanguardia europeos, incluidos los autores franceses Alain Robbe-Grillet, Jean Genet y Eugène Ionesco. En 1954, Grove publicó la obra Esperando a Godot de Samuel Beckett después de que muchas editoriales de tendencia mainstream la rechazaran. Desde entonces, Grove ha publicado la obra de Beckett en los Estados Unidos. Grove también publica en Estados Unidos las obras de Harold Pinter y en 2006 publicó una colección llamada The Essential Pinter, que incluye su discurso de recepción del Premio Nobel de Literatura titulado Art, Truth & Politics. En abril de ese mismo año, Grove publicó una edición bilingüe de aniversario de Esperando a Godot y una edición especial en cuatro volúmenes de las obras de Beckett, con introducciones de Edward Albee, J. M. Coetzee, Salman Rushdie y Colm Tóibín, para conmemorar el centenario del nacimiento del autor. Asimismo, Grove fue la primera editorial estadounidense en publicar las obras completas e íntegras del Marqués de Sade, traducidas por Seaver y Austryn Wainhouse. A partir de su interés por la literatura japonesa, la editorial publicó varias antologías y obras de Kenzaburō Ōe y otros.

Lucien Carr, Jack Kerouac, Allen Ginsberg y William S. Burroughs.

Grove publicó a la mayoría de los beats estadounidenses de la década de 1950 (Jack Kerouac, William Burroughs y Allen Ginsberg), así como a poetas de la Escuela de Nueva York como Frank O'Hara y a otros poetas asociados con Black Mountain y el Renacimiento de San Francisco, como Robert Duncan. En 1963, Grove publicó por primera vez en un solo volumen la obra My Life and Loves: Five Volumes in One/Complete and Unexpurgated de Frank Harris.
Entre 1957 y 1973, Grove publicó Evergreen Review, una revista literaria entre cuyos colaboradores se encontraban Edward Albee, Bertolt Brecht, William S. Burroughs, Albert Camus, Lawrence Ferlinghetti, Nat Hentoff, LeRoi Jones, John Lahr y Timothy Leary.
Grove también llegó a publicar obras de literatura mainstream. Por ejemplo, en 1978, publicó el guion de la película American Graffiti de George Lucas bajo su sello de libros de bolsillo, Black Cat.
En 1956, Rosset contrató a Fred Jordan como gerente comercial de Grove. Jordan pasó la mayor parte de los siguientes 30 años trabajando con Grove Press. Más tarde, como editor, Jordan supervisó las demandas de la empresa relacionadas con la Primera Enmienda.

## Obras políticas
Los movimientos definitorios de la década de 1960 en Estados Unidos (las protestas contra la guerra de Vietnam, los movimientos por los derechos civiles, el poder negro, la contracultura y los movimientos estudiantiles), junto con los movimientos revolucionarios de todo el mundo y la revolución sexual, fueron debatidos, expuestos y discutidos en las publicaciones de Grove. Los libros de Grove desafiaron las posturas predominantes respecto al sexo a través de docenas de libros eróticos, muchos de ellos de autores "anónimos". La obra Games People Play de Eric Berne introdujo al público general a nuevas perspectivas psicológicas. Las publicaciones de Grove dieron voz a revolucionarios de todo el mundo, entre los que destacan el Che Guevara y Malcolm X. Además, a través de Grove se publicaron obras de Frantz Fanon y Régis Debray, así como una gran cantidad de libros que se oponían a la guerra de Vietnam y a la conscripción y que dieron a conocer información sobre los derechos de los soldados rasos.

## Obscenidad y batallas legales contra la censura
Al rechazar las nociones convencionales de obscenidad y moralidad, Grove se ganó la reputación de ser una editorial controvertida y comprometida con la lucha contra la censura al publicar algunos de los libros prohibidos más conocidos.
En 1959, Grove Press publicó una versión sin censura de El amante de Lady Chatterley de D. H. Lawrence. El Servicio Postal de los Estados Unidos confiscó varias de las copias enviadas por correo. Rosset demandó al director de correos de Nueva York y su abogado, Charles Rembar, ganó en Nueva York y luego en la apelación federal.
El éxito de Grove en la publicación de El amante de Lady Chatterley allanó el camino para que Rosset publicara la novela de 1934 de Henry Miller, Trópico de Cáncer, otra obra impugnada que finalmente fue aprobada por los tribunales. El libro contenía pasajes sexuales explícitos, por lo que no se podía publicar en los Estados Unidos. En 1961, Grove publicó una edición de la obra y en muchos estados se presentaron demandas contra decenas de vendedores de libros independientes por venderla. La cuestión se resolvió finalmente con la decisión de la Corte Suprema de los Estados Unidos en 1973 en el caso Miller contra California (el Miller del caso Miller no tenía relación con el autor Henry Miller).
La novela El almuerzo desnudo, de William S. Burroughs, estuvo prohibida en algunas partes del mundo durante aproximadamente diez años. Grove Press fue la primera editorial estadounidense en publicarla. Los tribunales de Boston prohibieron el libro en 1962 debido a su obscenidad, pero en 1966 el Tribunal Judicial Supremo de Massachusetts revocó la decisión en un dictamen histórico. Esta fue la última gran batalla contra la censura literaria en Estados Unidos. Tras la publicación, Grove Press agregó al libro material complementario sobre la batalla contra la censura y un artículo escrito por Burroughs sobre el tema de la adicción a las drogas. Grove publicó varias ediciones de la novela durante las próximas cuatro décadas, incluida una edición de "texto restaurado" en 2002. Grove también publicó las primeras ediciones estadounidenses de bolsillo de otras obras de Burroughs como The Soft Machine, Nova Express y The Ticket That Exploded. Asimismo, publicó la colección final de los escritos póstumos del autor, Last Words: The Final Journals of William S. Burroughs, y en 2008 publicó la primera edición estadounidense de And the Hippos Were Boiled in Their Tanks, el primer lanzamiento de esta novela en la que Burroughs y Jack Kerouac colaboraron a mediados de la década de 1940.
Grove tuvo que defender su revista Evergreen Review en varias ocasiones debido a que algunos de sus contenidos eran considerados censurables. De vez en cuando, las autoridades llegaron a confiscar varios ejemplares.
Después de ganar varias batallas en papel, Grove aprovechó estas victorias y defendió con éxito la proyección de la película I Am Curious (Yellow) del director sueco Vilgot Sjöman.

## Conflictos sindicales
En 1962, Grove tuvo ventas de 2 millones de dólares, pero tras descontar las facturas legales, las pérdidas ascendieron a 400,000 dólares. Sin embargo, en 1964 la empresa ya era rentable y en 1967 logró salir a la bolsa y construir su propia sede. En 1970, los 150 empleados comenzaron a organizar un sindicato. Rosset despidió a algunos de los organizadores (y luego los volvió a contratar en un arbitraje). Los organizadores respondieron con un piquete y ocuparon el edificio. Rosset llamó a la policía y los ocupantes fueron arrestados. Su editor, Richard Seaver, habló con quienes protestaron y los convenció de que se dispersaran. Grove distribuyó una hoja informativa antisindical y la votación sindical fracasó con 86 votos en contra y 34 a favor. Después de la votación, Grove despidió a la mitad de sus trabajadores.

## Década de 1980
En 1985, Rosset vendió Grove Press a Ann Getty y Sir George Weidenfeld, un editor británico. Rosset fue despedido un año más tarde.

## Autores notables
- Kathy Acker
- Samuel Beckett
- Jorge Luis Borges
- William S. Burroughs
- Frantz Fanon
- Eugene Ionesco
- Ismail Kadare
- Henry Miller
- Jean Genet
- Marguerite Duras
- Octavio Paz
- Hubert Selby Jr.
- Kenzaburō Ōe

## En el cine
Obscene, un documental sobre Rosset y Grove Press realizado por Neil Ortenberg y Daniel O'Connor, fue lanzado el 26 de septiembre de 2008. La película fue seleccionada por el Festival Internacional de Cine de Toronto de 2007. En la película aparecen Amiri Baraka, Lenny Bruce, William S. Burroughs, Jim Carroll, Lawrence Ferlinghetti, Allen Ginsberg, Al Goldstein, Erica Jong, Ray Manzarek, Michael McClure, Henry Miller, John Rechy, Ed Sanders, Floyd Salas, John Sayles, Gore Vidal, John Waters y Malcolm X.

## En la cultura popular
Se hace referencia directa o indirectamente a Grove Press varias veces en la serie Mad Men de AMC. 
En el episodio tres de la primera temporada, Joan Holloway devuelve un ejemplar prestado de El amante de Lady Chatterley de D. H. Lawrence. La primera editorial estadounidense en publicar este libro fue Grove Press, que libró numerosas batallas judiciales a causa de ello. 
El episodio trece de la segunda temporada se titula «Meditaciones en una emergencia», llamado así por un libro de poesía de Frank O'Hara publicado por Grove Press en 1957. Más adelante en el episodio, se ve a Don Draper leyendo el libro, después de ser desafiado cuando un colega le dice que "probablemente no le gustaría". Según los informes, el episodio impulsó las ventas del libro en un 218%.
En el episodio once de la cuarta temporada aparece el libro Games People Play de Eric Berne, otro de los best-sellers de Grove Press. 
En el episodio nueve de la quinta temporada se ve a Don en el teatro sosteniendo un número de Evergreen Showcard, la revista teatral off-Broadway que Grove publicó por corto tiempo.
En el episodio seis de la séptima temporada, Don le menciona a Peggy que él y Megan habían visto la película I Am Curious (Yellow) la noche anterior (Don: «todavía estoy escandalizado.» Peggy: «Por supuesto Megan querría ver una película pervertida.»). El distribuidor de la película en Estados Unidos era Grove Press. 
En 2010, en un interesante ejemplo de cómo el arte influye en la vida, Grove/Atlantic (la compañía sucesora de Grove Press) publicó las memorias del personaje ficticio Roger Sterling bajo el título Sterling's Gold: Wit and Wisdom of an Ad Man. En Younger, se hace referencia a Zane como el nuevo editor de Grove en la temporada siete.

## Series de libros
- Evergreen Black Cat Books[13]
- Evergreen Books[2]
- Evergreen Profile Books
- Venus Library
- Zebra Books[14]

## Otras lecturas
- Glass, Loren. Counterculture Colophon: Grove Press, the Evergreen Review, and the Incorporation of the Avant-Garde. Stanford: Stanford University Press, 2013.